# Anna Kistner
Anna Kistner (* 24. November 1834 in Celle als Anna Gudewill; † 2. Juli 1911 in Hannover) war eine deutsche Schriftstellerin. Sie publizierte auch unter dem Pseudonym Anny Albert und nannte sich sowohl Anny Kistner, Anne Kistner als auch Anny Kistner-Gudewill und verwandte ähnliche Namenskombinationen.

## Leben und Wirken
Mit 22 Jahren heiratete Kistner 1856 einen Offizier, mit dem sie in Frankreich und im damals von Frankreich besetzten Algier lebte. Sechs Jahre nach der Heirat wurde sie Witwe und begann zu schreiben. Sie hatte Hannover als Wohnsitz, reiste aber viel, so nach Frankreich, Spanien und Italien und in Deutschland in die Städte München, Berlin und Dresden. 1865 erschien ihr erstes Buch mit dem Titel Volk und Zustände in Algier von einer deutschen Dame. Im Jahr 1873 wurde Kistner Mitglied des Allgemeinen deutschen Frauenvereins, der in Leipzig seinen Sitz hatte, und engagierte sich in der Frauenbewegung. „[V]on dem Wunsche beseelt, ihren Mitschwestern zu nützen“, veröffentlichte sie 1874 unter dem Namen Anny Albert den Roman Harte Gesetze, „ein Buch, das als Vorläufer der Bewegung zur Besserstellung der Frau im Bürgerlichen Gesetzbuch gelten kann“. Noch im 21. Jahrhundert wird herausgestellt, dass ihr Roman viel Aufmerksamkeit erlangt habe. Kistner habe sich in ihren Werken generell mit der Stellung der Frau auseinandergesetzt.

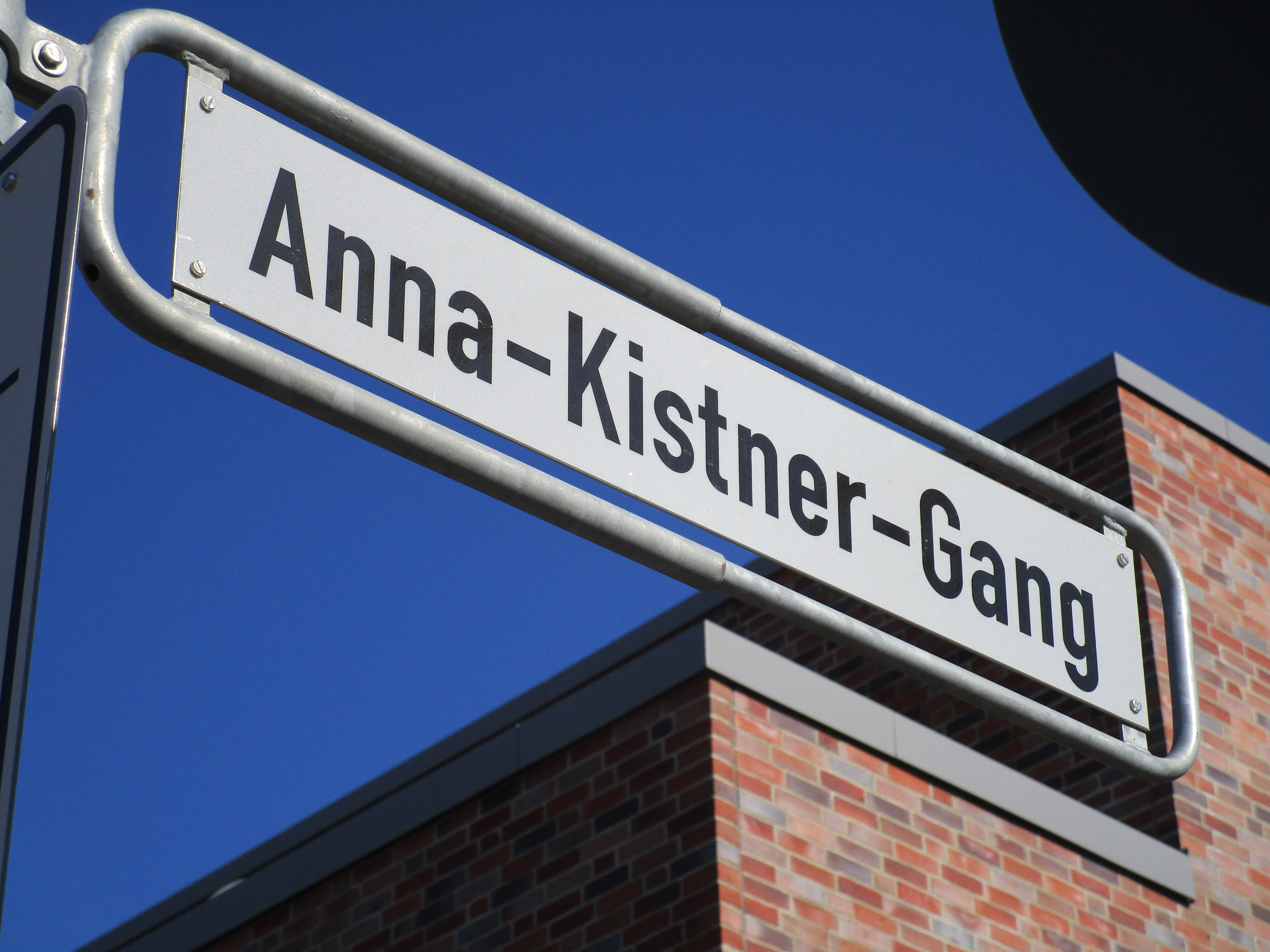
Der Anna-Kistner-Gang in Hannover

In Zeitschriften und Zeitungen publizierte Kistner Aufsätze, Reiseskizzen und Novellen. Mit Erfolg wurden ihre Lustspiele in den Theatern aufgeführt. In einem Werk über deutschsprachige Dramatikerinnen im 18. und 19. Jahrhundert werden nicht weniger als neun Theaterstücke aus Kistners Feder aufgezählt.
Ehrung
Die Stadt Hannover benannte eine Straße nach Anna Kistner.

## Veröffentlichungen (Auswahl)
- Volk und Zustände in Algier von einer deutschen Dame, 1865
- Harte Gesetze, Stuttgart 1875
- Der Herr Graf: Lustspiel in einem Akt, 1877
- Lose Blüthen: kleine Bilder aus der grossen Welt, Reutlingen 1877
- Nach der Arbeit: Festschrift zur Eröffnung des neuen Schulgebäudes der Frauenarbeitsschule in Reutlingen, Reutlingen 1877[9]
- Späte Heirat. Eine Familiengeschichte, F. Dümmler, Berlin 1896
- Schicklichkeitsregeln für das bürgerliche Leben: ein A-B-C-Buch, Verlag Albert König, 1905
- Ein letzter Versuch, Eduard Bloch, Berlin 1922